# Capela dos Ossos

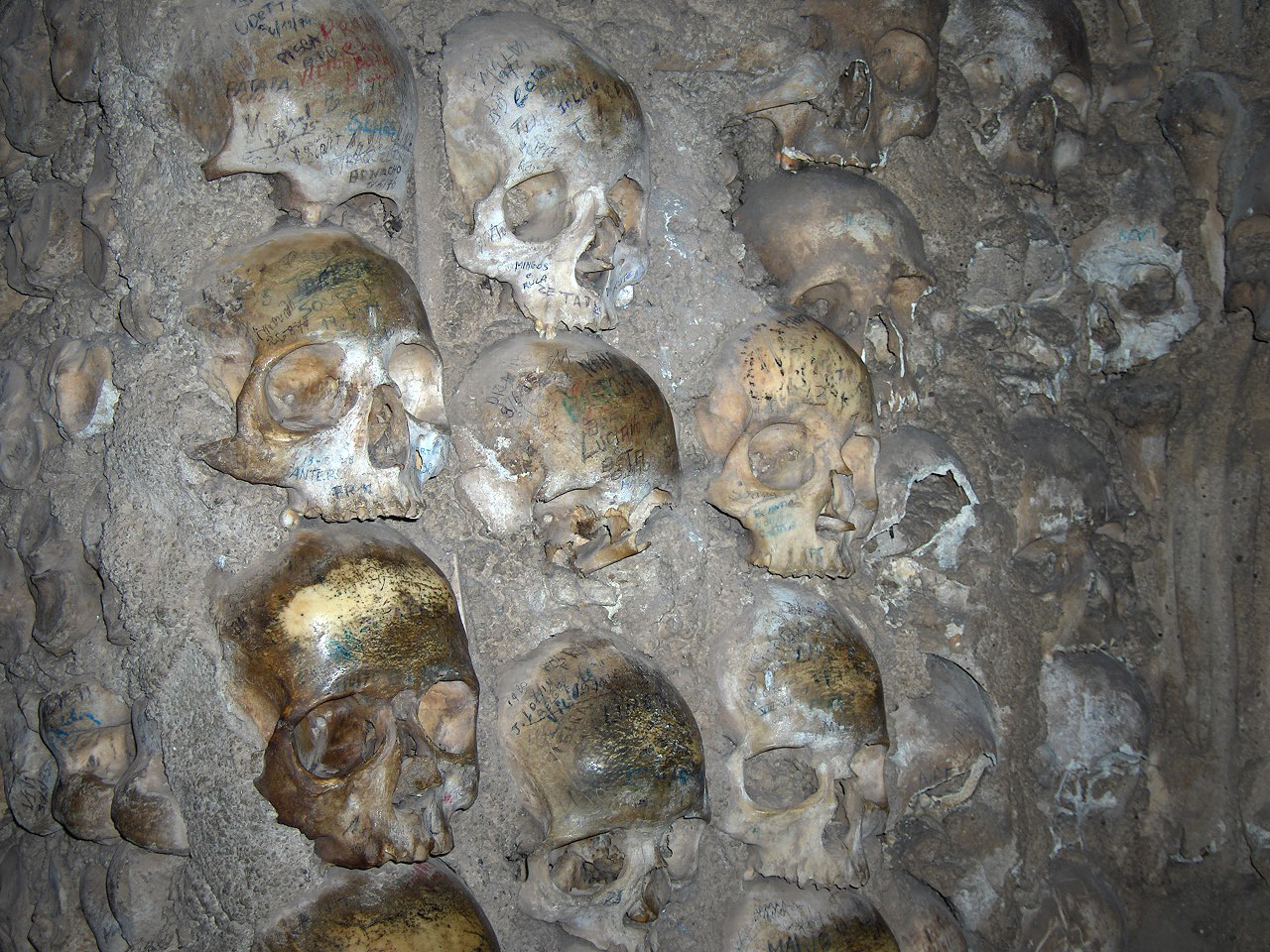
Alcuni dei teschi umani presenti nella cappella

La Capela dos Ossos (in italiano Cappella delle Ossa) è uno dei monumenti più conosciuti della città di Évora, in Portogallo. Essa è una piccola cappella interna, che dispone di un'entrata collocata di fianco alla chiesa di San Francesco.

## Storia
La Capela dos Ossos venne costruita inizialmente nel XVI secolo per iniziativa di un monaco francescano il quale, secondo lo spirito dell'epoca controriformista, intendeva condurre i propri confratelli alla contemplazione della fievolezza della vita umana e del mistero della morte. L'intento è chiaramente didascalico e dimostrato anche dalla lapide d'ingresso che riporta Nós ossos que aqui estamos pelos vossos esperamos ("Noi ossa che qui stiamo, le vostre aspettiamo"). La cappella venne completamente ristrutturata nel corso del XVIII secolo quando il re Giovanni V del Portogallo visitò a Milano la chiesa di San Bernardino alle Ossa, un monumento molto simile a quello di Évora.

## Descrizione
La cappella è formata da pareti di 18,7 metri di lunghezza per 11 di altezza. La luce entra da tre piccole finestrelle sulla sinistra. I muri perimetrali e le otto colonne che sostengono il soffitto sono decorate con ossa e teschi umani cementati. Il soffitto è realizzato con mattoni bianchi dipinti con scene a tema mortuario. Il numero di scheletri umani conservati sembra aggirarsi attorno ai 5.000 e provengono da cimiteri e chiese della zona, ove i frati francescani venivano sovente sepolti. Molti di questi teschi riportano dei graffiti col nome della persona a cui sono appartenuti. Si trovano inoltre due cadaveri essiccati, uno dei quali appartenuto ad un bambino, pendenti da una catena.

## Galleria d'immagini

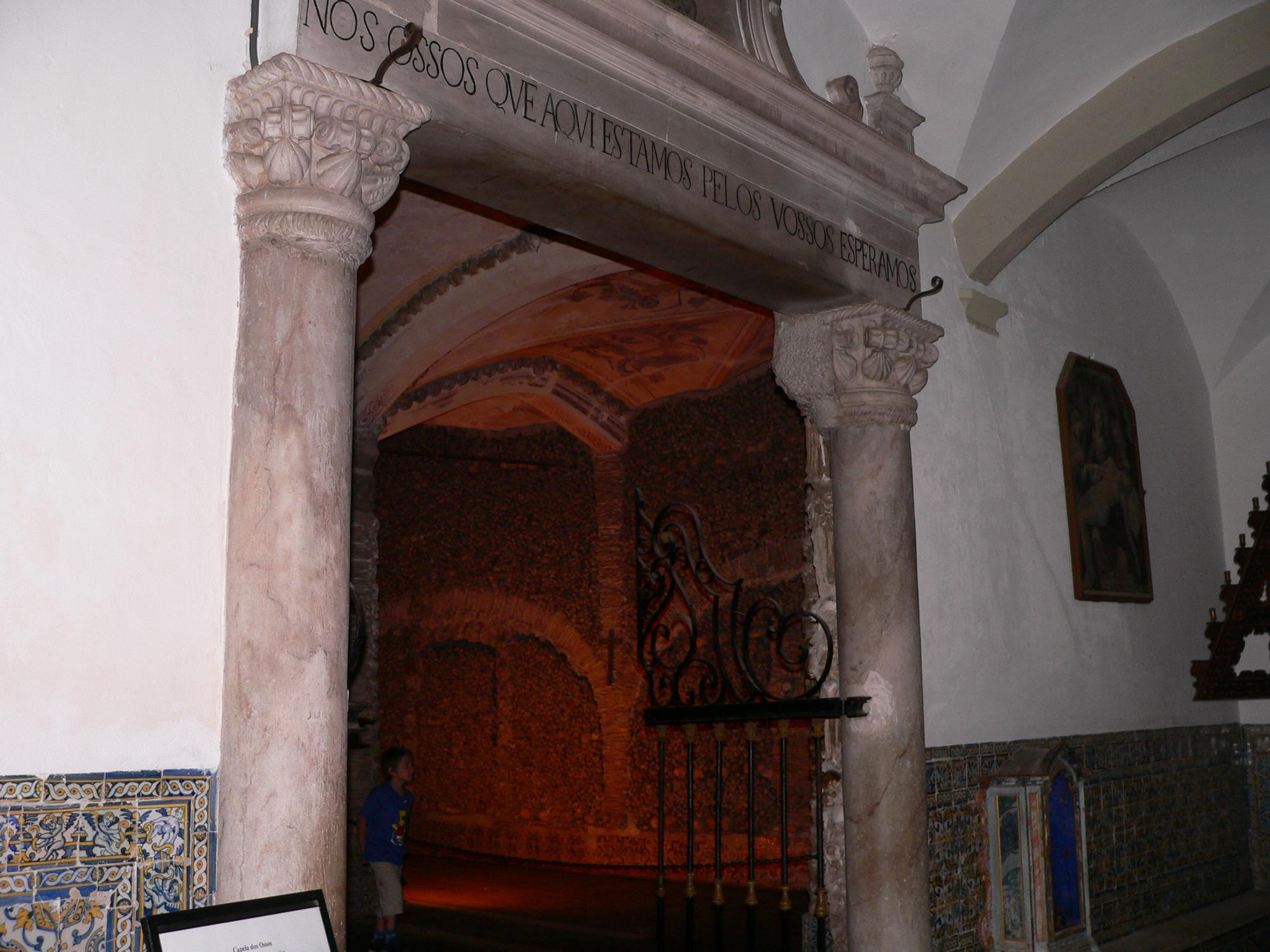
L'entrata della cappella
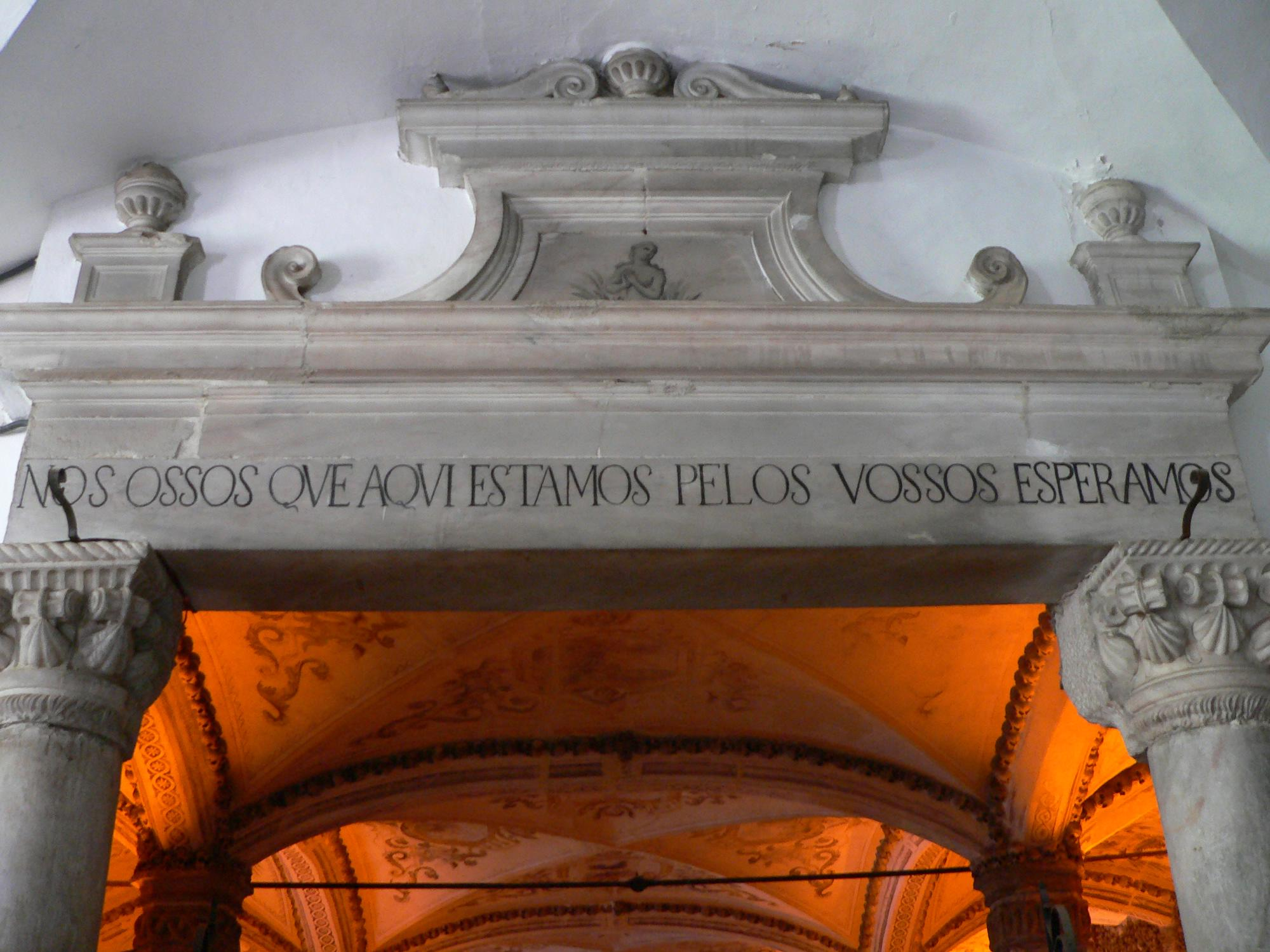
La lapide d'ingresso
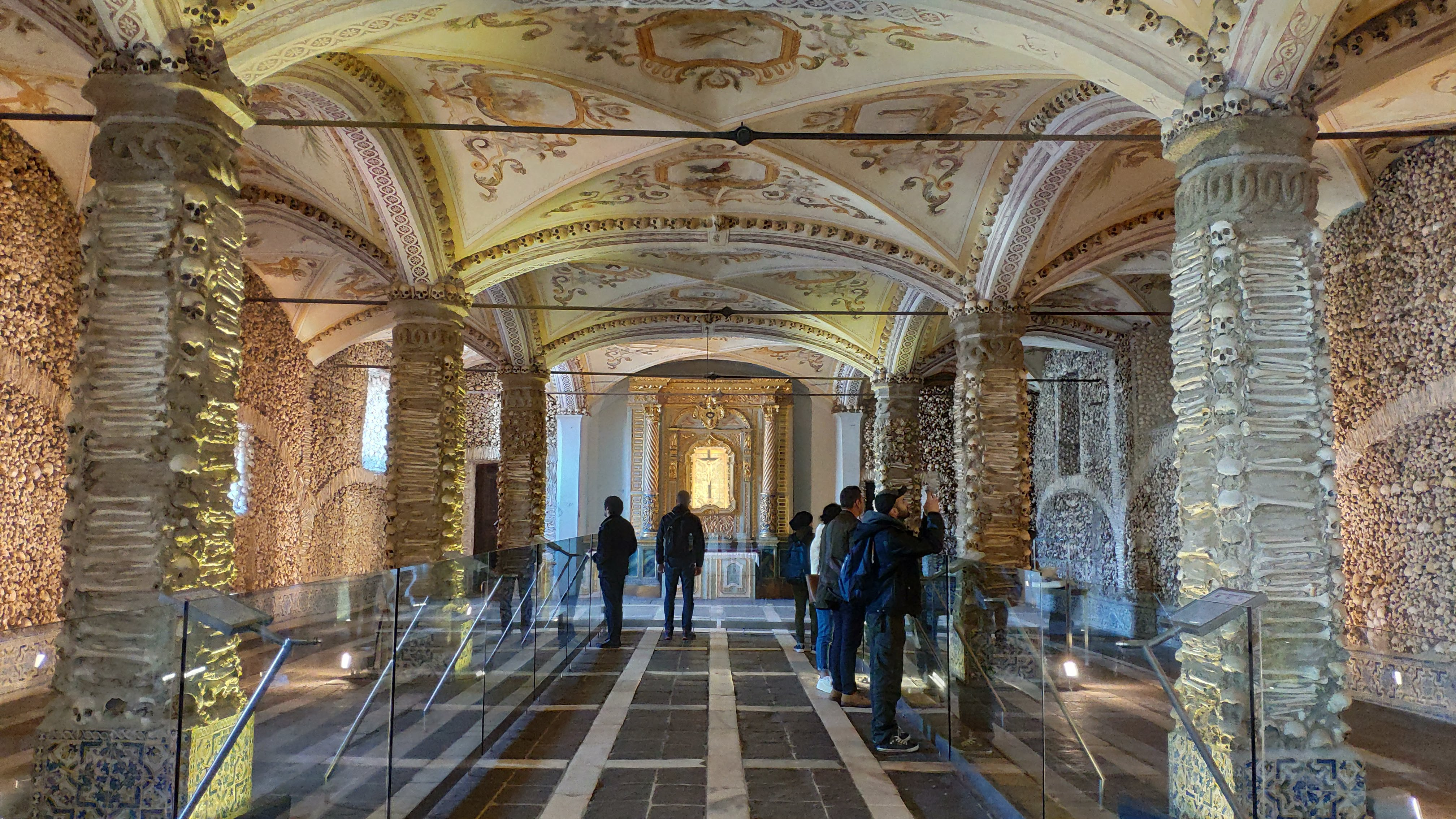
La "Capela dos ossos"
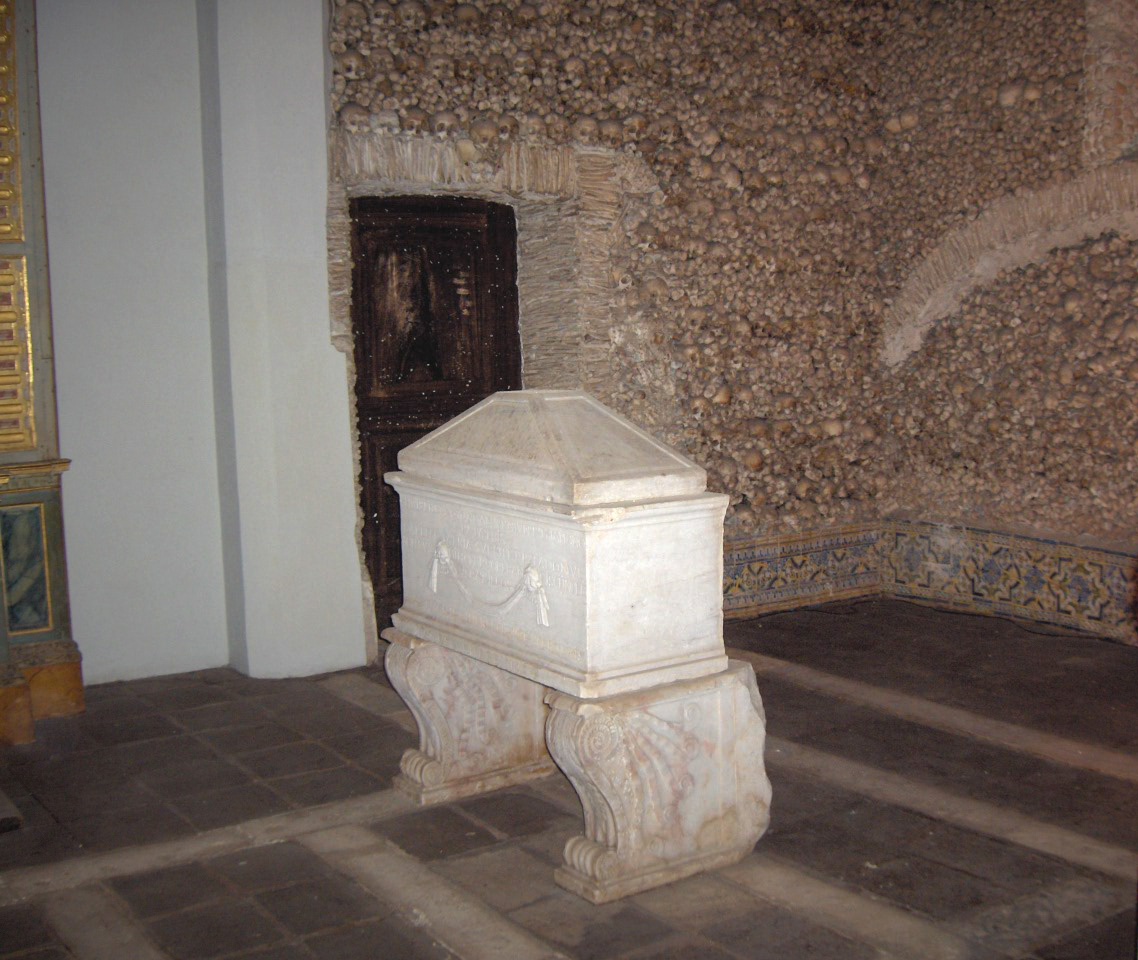
L'ossario
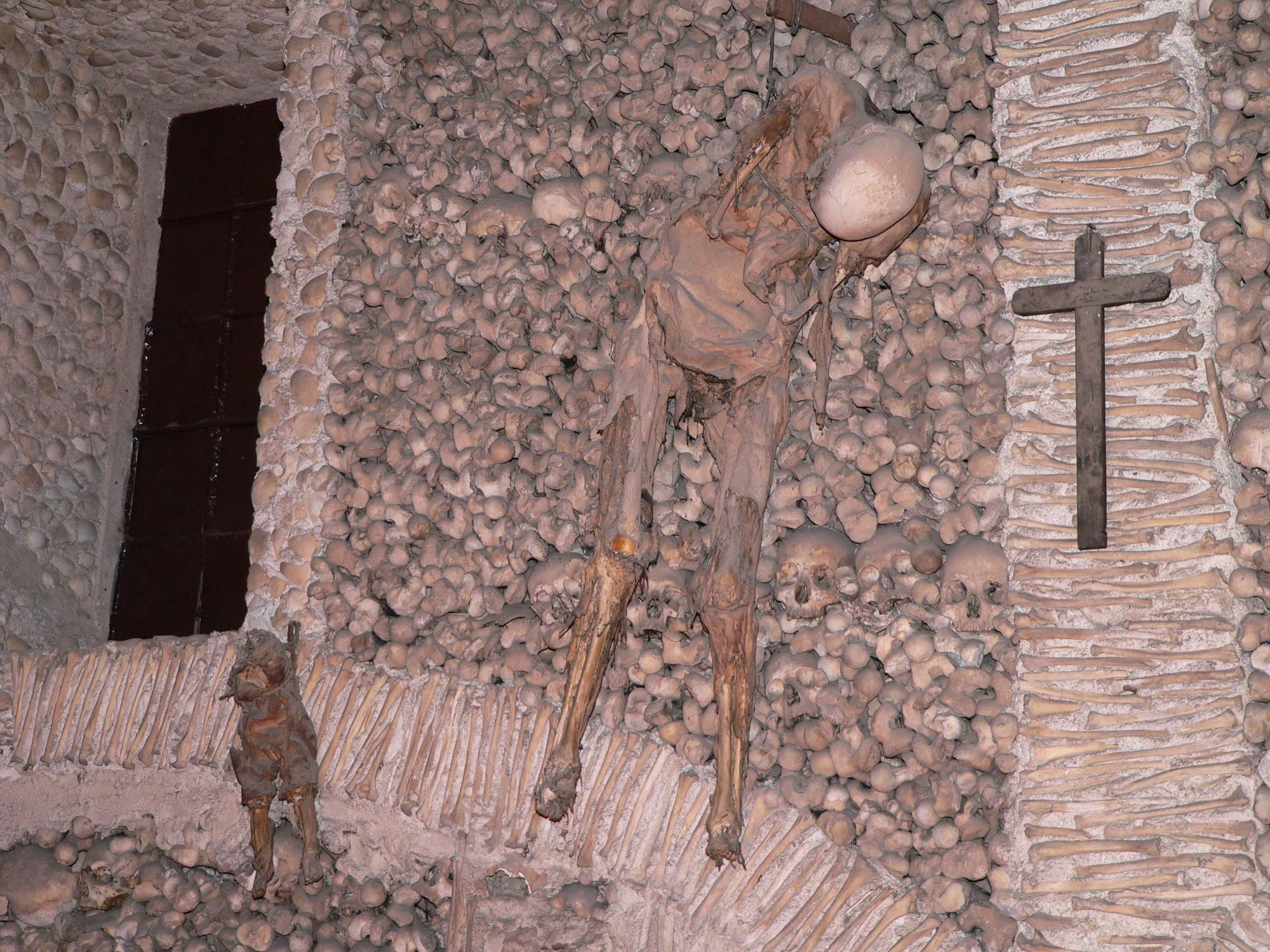
I due "cadaveri appesi"